# Ђорђо Митрович
Ђорђо Митрович (Сенглеа, 27. августа 1795 – Валета, 13. март 1885) био је малтешки патриота и политичар познат по својој улози у борби за слободу штампе на Малти. Био је један од оснивача Comitato Generale Maltese. Коаутор је петиције 1832. која је довела до новог устава 1835. године. Више пута је путовао у Лондон како би повећао свест о малтешким притужбама, а његова посета 1835. довела је до тога да је Краљевска комисија препоручила укидање цензуре штампе, која је спроведена 1839. године. Накратко је изабран у Савет владе 1850-их.

## Младост
Митровић је рођен 27. августа 1795. године у Сенглеи, а дан касније га је крстио каноник дон Салваторе Боници. Његови родитељи су били Саверио Митровић и Адеодата рођена Болдони. Његов дједа по оцу, који се такође звао Ђорђо Митровић, био је поријеклом из Котора, тада под влашћу Венеције. На Малту је стигао 1770-их и постао успешан приватник током последњих година када је корсирање муслиманских бродова било легално.
Током Митровичевог детињства, Малта је прошла кроз буран период политичких промена. Вишевековна владавина Хоспиталера окончана је француском инвазијом 1798. године, а каснија француска окупација резултирала је устанком и блокадом. Малта је постала британски протекторат 1800. и колонија 1813.
Митрович је у младости имао везе са бројним енглеским породицама, пошто је његов отац био у Краљевском малтешком Фенцибле пуку. Радио је као службеник у две енглеске куће за трговину, а затим је основао сопствени бизнис, али његов подухват није био успешан.

## Борба за слободу штампе
Током раних година британске владавине, није било слободе штампе и Малтежанима је било тешко да изразе своје ставове или учествују у администрацији или финансијама острва. Одељење Комесаријата и Црквено мисионарско друштво били су једине штампарије са лиценцом, а једине новине биле су недељник Malta Government Gazette. Митрович се борио за слободу штампе и право да се Малтежани изразе, иако није желео независност и поштовао је и дивио се Британцима.
Он је био суоснивач Comitato Generale Maltes, тела које је укључивало изабране посланике који представљају Малтежане из различитих професија, заједно са свештенством и племством. Комитет је водио Камило Скеберас. Године 1832. Митрович и још четири члана комитета поднели су петицију познату као Меморијал из 1832. захтевајући административне реформе. У петицији се тражило оснивање Consiglio Popolare, који је требало да буде законодавни национални савет састављен од око 30 људи које би бирале малтешке више класе.
Краљ Вилијам IV је дао нови устав Малти 1835. године, којим је основан Савет седморице као помоћ влади, иако је гувернер и даље имао коначну власт. Малтешки либерали су били незадовољни овим потезом, па је у јулу 1835. Митрович отишао у Лондон у покушају да повећа свест о малтешким питањима међу британским политичарима. Тамо је објавио памфлет под насловом Тврдње Малтежана заснованих на принципима правде, у којем је навео права и притужбе малтешког народа, укључујући оптужбе да Енглези преузимају послове од Малтежана и да примају високе плате, док је Малтежанима живео у сиромаштву. У тексту је критички писао о администрацији Малте.
Митровић је такође написао поруку под насловом Indirizzo ai Maltesi da parte del loro amico Giorgio Mitrovich attualmente a Londra 20. новембра 1835. године, а копије штампане поруке послате су на Малту и дистрибуиране на острву.
Миторвич је успоставио контакт са чланом парламента Вилијамом Јуартом, који му је помогао да се дописује са државним секретаром лордом Гленелгом и који је наставио да промовише интересе Малте међу другим посланицима. Јуарт је 11. јуна 1836. у парламенту представио петицију коју је потписало 2.359 Малтежана.
Његови напори да повећа свест били су успешни и Британци су одлучили да пошаљу Краљевску комисију на Малту да се распита о администрацији острва. Комисија је стигла 1836. и остала на Малти две године. Њене препоруке су укључивале укидање цензуре штампе, а влада је донела уредбу у вези са тим 14. марта 1839. године.
Посетио је Лондон више пута, укључујући између 1838. и 1840. године, са циљем да сачува стечене привилегије. Митровичева путовања у Британију вероватно су га коштала значајну суму новца, а верује се да је већину своје уштеђевине потрошио на ова путовања, иако је можда добио одређену финансијску подршку од других малтешких либерала.

## Политичка каријера, каснији живот и смрт
Први избори на Малти били су одржани 1849. године, који су одржани након што је донесен нови устав који је заменио претходни из 1835. године. Митровић је учествовао на изборима, али је добио само 26 од 3.056 гласова. Међутим, касније је успео да добије место у Савету владе након оставке сер Игнација Бонавите у априлу 1855. Митровић је победио на допунским изборима са 1.050 гласова и постао је члан већа 5. јуна 1855. године. Он је поднео оставку око годину дана касније, у знак протеста због резолуције коју је поднео Ђанкомо Панталеоне Бруно.
Митрович је наставио да игра улогу у малтешкој борби за уставна права и послао је петицију државном секретару за колоније 1858. године, покушавајући да реформише савет формирањем националног комитета. Овај потез је био кратког даха.
Митрович је у позним годинама живео у сиромаштву и имао је дванаесточлану породицу. Умро је 13. марта 1885. у својој кући на адреси 69, Страда Театро, Валета. Његова сахрана одржана је три дана касније, а сахрањен је на гробљу Адолората у Паоли.

## Наслеђе
Митрович је био познат као патриота који је уложио напоре да побољша животе малтешког народа. Међутим, неки су тумачили његове поступке као више мотивисане личним интересом или да је био политички агент. Без обзира на његове мотиве, његов рад је помогао да се отвори пут будућим реформама.
Митрович није баш познат на Малти, а понекад се каже да је „заборављен“. Нема споменика обележавају његов рад, а гроб му је у рушевном стању. Међутим, стогодишњица његове смрти 1985. године обележена је издавањем поштанске марке, а по њему је назван трг у Сенглеи и низ улица на другим местима.
Неки од Митровичевих потомака сада живе у Јужној Африци, а презиме је промењено у Метрович. Године 2018, двоје његових пра-пра-праунучади поклонило је његову једину познату фотографију Националном архиву Малте. Фотографију је снимио фотограф Леандро Презиоси непосредно пре Митровичеве смрти.